# Taklung Tsetrul Rinpoché
Rinpoché
Ngok Chöku Dorje Nawang Tashi Rapten (en)
Taklung Tsétrul Rinpoché (né en 1926, au Tibet central, mort à Bodhgaya, en Inde, le 23 décembre 2015) est un tulkou et un moine tibétain, nommé à la tête de la tradition nyingma du bouddhisme tibétain en 2012, succédant à Trulshik Rinpoché.

## Biographie
Il a été ordonné et reconnu comme tulkou à 5 ans au monastère Taklung Tse, une incarnation de Ngok Chöku Dorje, et il a reçu une formation au Tibet jusqu'en 1959 date à laquelle il a fui le pays. Il rejoint le monastère de Rumtek au Sikkim en Inde, où il reste 2 ans, et poursuit sa formation, recevant des enseignements du 16e karmapa et de Dilgo Khyentse Rinpoché.
Il a reçu les plus hauts enseignements Dzogchen de Polu Khenpo Dorje, un direct disciple de Khenpo Ngakchung.
À son tour, il transmit les enseignements et initiations du dharma à des lamas de plusieurs lignées dans des monastères du Bhoutan, de l'Inde et du Népal, dont Namkhai Nyingpo Rinpoché au Bhoutan, Penor Rinpoché à Mysore, et Dilgo Khyentse Rinpoché au monastère Shechen au Népal, ainsi qu'à d'autres personnes en ayant fait la requête.
Plus tard, il a rejoint un camp de réfugiés tibétains à Simla, où, dans les années suivantes, il a travaillé avec la communauté tibétaine, les fonctionnaires des administrations locales et de l'Etat, et le bureau du 14e dalaï-lama pour refonder le siège monastique de Dorje Drak en exil. Il meurt le 23 décembre 2015 à Bodh Gaya où il devait assister au Nyingma Mönlam, et demeure en état méditatif de thukdam. Après son décès, Pawan Kumar Chamling, ministre en chef du Sikkim déclara qu'il était une grande perte pour l'ensemble de la communauté bouddhiste, surtout pour les adeptes de la tradition nyingma. 

## Réincarnation
Le 14e dalaï-lama en ayant reçu la demande, compose une prière pour le retour rapide de sa réincarnation.
Nawang Tashi Rapten (en), né le  16 avril 2018 au village de Rangrik de la vallée de Spiti, près du monastère de Tabo est identifié par des lamas tibétains comme la réincarnation de Taklung Tsetrul Rinpoché.